# Андрияновка (Ульяновская область)
Андрияновка — деревня в Инзенском районе Ульяновской области России. Входит в состав Оськинского сельского поселения.

## География
Деревня находится в западной части Ульяновской области, в лесостепной зоне, в пределах Приволжской возвышенности, на левом берегу реки Старый Калдаис, на расстоянии примерно 6 километров (по прямой) к югу от города Инзы, административного центра района. Абсолютная высота — 166 метров над уровнем моря.
Климат
Климат характеризуется как умеренно континентальный, с жарким засушливым летом и холодной зимой. Среднегодовая температура воздуха — 3,2 °С. Средняя температура воздуха самого тёплого месяца (июля) — 19 °C (абсолютный максимум — 38 °C); самого холодного (января) — −13 °C (абсолютный минимум — −47 °C). Продолжительность безморозного периода 120—130 дней. Среднегодовое количество атмосферных осадков составляет 464 мм. Снежный покров образуется в третьей декаде декабря и держится в течение 135 дней.
Часовой пояс
Деревня Андрияновка, как и вся Ульяновская область, находится в часовой зоне МСК+1. Смещение применяемого времени относительно UTC составляет +4:00.

## История
В 1930 году был образован колхоз «Красная Нива». В 1956 году колхоз объединился в один — «Панциревский» (Панциревка). 

## Население
| 2010 |
| ---- |
| 80   |

Национальный состав
Согласно результатам переписи 2002 года, в национальной структуре населения русские составляли 95 % из 100 чел.

## Инфраструктура
Рядом расположен карьер по добыче щебня (опоки).